# Верхній (притока Вирки)
Верхній — річка в Україні, у Володимирецькому районі Рівненської області. Ліва притока Вирки (басейн Дніпра).

## Опис
Довжина річки 12 км, похил річки — 1 м/км. Площа басейну 91,8 км².

## Розташування
Бере початок на південно-східній стороні від села Лозки. Тече переважно на південний схід через Великий Жолудськ і на північному заході від Ромейки впадає у річку Вирку, ліву притоку Горині.
Населені пункти вздовж берегової смуги: Мостище, Чучеве.
Річку перетинає автошлях E373М07